# Pero de Aragón
Pero de Aragón es una  variedad cultivar de manzano (Malus domestica) Esta manzana es originaria de la Comunidad Autónoma de Aragón donde se cultiva desde tiempos antiguos, y cultivada tradicionalmente en la sierra norte de Madrid Somosierra y Montejo. También cultivada en la provincia de Jaén. Se está cultivando en el vivero de "La Troje" "Asociación sembrando raíces, cultivando biodiversidad", donde cultivan variedades frutícolas y hortícolas de la herencia para su conservación y recuperación de su cultivo.

## Sinónimos
- “Pero gordo“,[3]
- “Pero hocicón“,
- "Pero de la Hiruela".[4]

## Historia
Esta variedad está cultivada en Aragón de donde es autóctona, desde tiempos antiguos.
En la Sierra Norte de Madrid está arraigado su cultivo; en La Hiruela llevan cultivándose más de un siglo. En Puebla de la Sierra se trajeron de Aragón algunos árboles de esta variedad en 1930, a partir de los cuales injertaron otros muchos. Tanto en Puebla de la Sierra como en La Hiruela se denomina a esta variedad “pero de Aragón”, lo que indica que en ambos municipios se trajo de esta región. En otros pueblos serranos trajeron púas de La Hiruela para injertar, por lo que pasó a denominarse “pero de La Hiruela”. Esta variedad era y sigue siendo una de las más abundantes en La Hiruela, Puebla de la Sierra, Valdemanco y Bustarviejo.
El pero de Aragón aparece citado en documentos de mediados de siglo XX como una de las variedades más apreciadas y cultivadas en la provincia de Jaén (Picaza 1945).

## Características
El manzano de la variedad 'Pero de Aragón' tiene un vigor elevado, y necesita poca agua para su desarrollo pudiendo tenerlo cultivado de secano; con la floración en los meses de marzo y abril; las flores se presentan capullo rojo y flor abierta jaspeada de rojo.
La variedad de manzana 'Pero de Aragón' tiene un fruto de tamaño grande, tiene los frutos más grandes de entre las variedades tradicionales de ahí que se le diga “pero gordo”; de forma alargada, “apicada”, que describe el nombre local “hocicón”; piel lisa, y color de fondo amarillo verdoso, con sobre color chapas de rubor rojo en la zona expuesta al sol en el momento de la recolección. Cuando madura la piel se queda amarilla.
Carne blanco-crema de grano fino. Sabor muy dulce cuando madura, cuando más verde con una pequeña acidez. Muy aromática y jugosa, fresco dulzor fragante y peculiar aroma.
Son frutales “veceros”, un año dan mucho y al siguiente poco (contrañada). Son los primeros que florecen y los últimos que maduran. Muy sensibles a las heladas tardías.
Cuando se cosechan tienen la piel verde con manchas rojizas donde le ha dado el sol. Cuando están maduros tienen color amarillo. La piel tiene una líneas blanquecinas. Se cosechan desde mediados de octubre hasta “Los Santos” (1 de noviembre). Acaban de madurar guardados entre paja en la cámara de las casas y se empiezan a comer crudos a partir de enero o febrero. En Montejo los dejaban madurar en el árbol, cosechándolos en Nochebuena. Se conservan hasta mayo o junio .

## Cultivo
Se injertan de púa sobre "maíllos" que se traen "del monte" y "manzanos nacedizos". Los patrones se suelen trasplantar entre noviembre y marzo y se injertan al año siguiente, aunque en algunos casos se realiza el injerto ese mismo invierno. Los patrones se trasplantaban en un hoyo muy hondo “hasta la altura de la faja” (aprox. 1 m). Se debe hacer el hoyo en otoño, porque durante todo el invierno "se cría una babilla de tierra fina en el hoyo" que es beneficiosa para el árbol. Los injertos se deben hacer en febrero o marzo, “cuando se empieza a mover la savia, a despegarse la corteza”. Las púas se solían recoger de frutales más atrasados que el patrón, ya que “la puga tiene que tener menos savia que el patrón, para que no se seque”.
Para plantar los manzanos se solían elegir las tierras de regadío más altas de los pueblos. Al cultivarlos a mayor altitud, se retrasaba la floración, evitando así el daño debido a las heladas tardías. En La Hiruela se cultivaba el 'Pero de Aragón' en la ladera sur, en los sitios más protegidos y en solana, ya que al tener floración temprana es más sensible a las heladas tardías.

## Pero de Aragón y tradiciones
Al ser tan aromáticos se metían en los baúles de la ropa para perfumarla.
Se consumen los frutos crudos y cocinados. Cuando todavía no han madurado se preparan asados, fritos o cocidos en vino. A partir de enero se comen crudos. En La Hiruela era tradicional preparar con esta variedad un dulce denominado “ostias”, que se comía como postre el Día del Hornazo (Lunes de Pascua), aunque también en otras fechas. Para preparar las “ostias” se cortan los peros en rodajas finas y se fríen. Después se sacan y se escurren del aceite, se rebozan en huevo y se vuelven a freír. Finalmente se pone una rodaja de pero rebozada con azúcar y encima una rodaja de naranja. También en este pueblo se preparaban unas migas con manzana frita.
En Valdemanco y Puebla de la Sierra los preparaban en vino, partiendo el pero por la mitad. Se solían comer los días de matanza, especialmente las mujeres, para entrar en calor cuando volvían de lavar las tripas en el río. También se cocían con aguarrope (agua de lavar las colmenas, con miel y polen disuelto), añadiéndoles guindas y miel.